# M資金
M資金（エムしきん）とは、連合国軍最高司令官総司令部（GHQ）が占領下の日本で接収した財産などを基に、現在も極秘に運用されていると噂される秘密資金である。Mは、GHQ経済科学局の第2代局長であった少将ウィリアム・マーカットの頭文字とする説が有力とされている。その他にマッカーサー、MSA協定、フリーメイソン (Freemason) などの頭文字とする説などがある。

## 実在性
M資金の存在が公的に確認された事は一度もない。1952年に日本政府が、GHQが接収した資金を全額返金した事を明らかにしている。このため、公式にはM資金は架空の存在として扱われ、実在性は全く無いとされている。にもかかわらず、M資金をふくむ様々な秘密資金を詐欺で騙る手口が存在し、著名な企業や実業家がこの詐欺に遭い、自殺者まで出したことで一般人の間でも有名になった。過去にはその被害を企業の不祥事としてフィクサーがぶち上げるケースもあった（後述の#全日空大庭社長事件、#東急電鉄事件）。逆に報道により実態をうやむやにするケースもあった（後述の#富士製鉄事件）。
転じて、本来の（GHQの秘密資金という意味での）「M資金」に限らず、巨額の「秘密資金」の提供をちらつかせ、手数料などの名目で金銭をだまし取る手口の詐欺を、一般に「M資金詐欺」と呼ぶ。

## 不透明な資金
第二次世界大戦終戦時の混乱期に、大量の貴金属地金やダイヤモンドなどの宝石類を含む軍需物資が、保管されていた日本銀行の地下金庫から秘密裏に横流しされていた隠退蔵物資事件や、件の日銀地下金庫にGHQのマーカット少将指揮の部隊が調査・押収に訪れた際に、彼らによる隠匿があったとされた事件などが発生した。
GHQの管理下に置かれた押収資産は、戦後復興・賠償にほぼ費やされたとされるが、資金の流れには不透明な部分があり、これが“M資金”に関する噂の根拠となった。他には、終戦直前に旧日本軍が東京湾の越中島海底に隠匿していた、大量の貴金属地金 が1946年4月6日に米軍によって発見された事件や、終戦直後に各種の軍需物資が隠匿され、闇市を通じて流出していた時期の鮮明な記憶が噂の真実味を醸し出していた。
また、戦後のGHQ統治下で構築された、いくつかの秘密資金が組み合わされたものが現在の“M資金”の実態であると主張する意見 もある。それによれば、M資金・四谷資金・キーナン資金・その他 の、GHQの活動を通じて形成された資金を統合したものが“M資金”であり、その運用は日本政府の一部の人々によって行われ、幾多の国家的転機に際して利用されてきたという。流れの不透明な資金には、他にG資金 とX資金 がある。さらには蓄積円というものまで存在した。1980年には笹川良一が資金提供して日本海洋開発が日本海で旧ロシアの軍艦アドミラル・ナヒモフの調査を実施し、金属のインゴットが引き上げられたと報じられたことがあった。

## 詐欺の手口
M資金詐欺は、昭和30年代から平成を超え令和に至るまで60年以上、ほぼ同じ手口・内容の詐欺が繰り返されている。
M資金詐欺師が目を付けるのは、企業の経営者や実業家といった、それなりに社会的地位のある人々である。
M資金詐欺師は自らも特別な存在であると演出をして、「超大手企業の代表取締役」が「自分は特別に選ばれた存在で、それにふさわしい偉大な役割と権利がある」など強く信じる傾向があるため、その自尊心を巧みにくすぐり、「自分こそその幸運にあずかるにふさわしい人物だ」と固く信じ込ませ、「まさに名だたる企業がこの秘密資金を託されてきた。これで超一流企業の仲間入りだ」とこれまでの苦労を振り返らせ、感慨にふけさせ、多額の資金を詐取する。
M資金詐欺師は多種多様な演出（#詐欺の演出参照）をして思考を麻痺させ、虚実織り交ぜた話（#詐欺の語り参照） で、被害者の欲求につけ入り、からめ取って行く。話を信じ、M資金の恩恵に与ろうとした被害者が金を用意して仲介者（詐欺師）に渡した後、その人物はそのまま行方不明になる、というケースが典型的である。時には契約の際に書かされた書類等をネタに、企業から金銭を脅し取る手口も存在する。なかには、すぐに姿を消さずに“通常では申込金の受付から審査まで数カ月かかるが、これを加速するための運動費を政治家に提供する”といった口実で、さらに金を引き出すM資金詐欺師もいる。
不透明な資金が色々あるおかげで詐欺口上はバリエーションが豊かである。「いわゆるM資金とは別」などと前置いてから、様々なバージョンの話（#「いわゆるM資金」以外のバージョン参照）で詐欺を働いているケースが知られている。
また、規模や金額は小額ながら、近年流行している“架空請求詐欺”や“振り込め詐欺”といったケースで、「弁護士立会い」「裁判所命令」「和解手続き」「還付金」といった、多くの被害者にとって非日常的な用語を多用して、被害者の思考を麻痺させている点に、M資金詐欺の強い影響が窺える。
現在のM資金詐欺は小規模なものもあり、上記のような経営者を狙うもの以外に、経営者にM資金を渡すフィクサーをしているという話しをし、成功したら数パーセントの手数料（億単位）が入るという話を信じ込ませる、特殊口座に入る、金融庁の許可が必要、警視庁に行って犯罪履歴がないか調べられる、政治家が絡んでいる、一部上場企業の役員の名前が出てくるなどの、話の内容と手口は同じだが、一般人や老人に対しての詐欺話しとして使用され、もうすぐ手数料が入るから金を貸してほしいと何年にもわたり金をだまし取るケースもみられる。ずっと金が入金されない理由を作り引き延ばす。自分は今、金融庁に来ている、日本銀行に来ているなどと言い、実在する人物の名前を出し、詐欺被害者への連絡を細かくとることに特徴がある。すっかり騙された被害者は、長きにわたり金を取られ続ける。

### 被害者像
ビジネス上の新規展開や業績不振の打開のために、大きな投資を必要としているが、金融機関からの借り入れが難しい状況にあった、という人々が多い。こうした情報は金融機関の与信担当者や、単件・大口ベースの金融業者から漏れた情報を、M資金詐欺師がキャッチしている場合がほとんどである。
被害者はビジネスの延長として詐欺に遭うため、事前に警察に相談しているケースは皆無であり、詐欺と気付いてからもビジネスへの影響を最低限に止めようと隠蔽に必死になるため、発覚が遅れる場合が多い。また、起死回生を巨額融資に賭けていた実業家の場合などは、そのまま致命傷となることも多い。

### 詐欺の演出
被害者を信用させるためのもっともらしい小道具を作るために、財務省（旧大蔵省）内部で使用される封筒や便箋などを様々な伝を使って入手し、時には財務省の庁舎内で被害者と会うなどして、当局との関係を強く類推させることで被害者を信用させていく。また元代議士や皇族、大企業の役員等が本人が気がつかない形で（パンフレット等に）利用されることもある。やがて、おもむろに巨額の金額が記された、偽造の“国債還付金残高確認証”などを見せる。そして多くの被害者にとって未知の書類・用語を用い、「元代議士」や「皇族」、「大企業の役員」と称する人物が現れるなどする。
「還付金残高確認証」は1984年（昭和59年）に摘発された詐欺グループが捏造したもので、書面に記載された国債還付金と同額の国債に引き換えることを大蔵大臣が約束した、という趣旨のことが書かれているが、そのような証書を大蔵省（財務省）が発行した事実はなく、日本の法律上も存在しない架空の証書である。この「確認証」は捏造者の摘発後も詐欺の小道具として出回り続けているため、財務省ではホームページ上で注意を呼びかけている。

### 詐欺の語り
語りは次のような手口である。
- M資金は、ごく限られた日本政府の高官やアメリカ政府の関係者によって運営される秘密組織によって、その一部が管理されてきた。
- その巨額の資金（1950年代で800億円、現在では数十兆円ともされる）は、1951年の講和成立（サンフランシスコ条約の締結）により、その一部が日本側に返還され、一定の条件の下に秘密組織により適切と判断した個人とその団体に委譲され、保有資金が最大限有効に活用され今日に至っている。
- この資金を一定の制約の下に、非常に有利な条件（利息、返済、課税）で資金委譲を受ける資格を得た者がその恩恵に与る。
- この資金の恩恵に与る有資格者には、一定の条件を満たす人格者（社会的信用、資金管理及び経営能力、地域社会における指導力、人心掌握力などに優れる者）であることが求められる。
- さらに、この資金の有効活用に鑑み、十分なる理解力、発想力、想像力、継続力を具えることが必須となる。
- 交付を受けた資金の一部は有資格者が自由に利用してもよい。
- そして、これらの資格を証明するものとして、提供資金に見合った申込金、手数料などの支払いが事前に必要となる（多くの場合、それらの申込金、手数料は提供資金よりはるかに低額に設定され、数千万円から数億円の金額である）。

「M資金の移動には金融庁などの承諾」が必要で「給付対象者の銀行口座に入金された後、一部を残して某都市銀行の特殊資金口座に移され、対象者が必要とするときに現金口座に移される仕組み」などと説明し、被害者の口座にいつまで経っても巨額の資金の入金がなされない点に不審を抱かせないよう、事前に言い含めておくパターンもある。

### 「いわゆるM資金」以外のバージョン
語りは次のようなものである。
- “某国の独裁者とその夫人が、密かに日本に持ち込んでいた秘密資金がある。その運用を任せられる相手を探しているそうなので、○○夫人を紹介しよう（→そっくりさん登場）。○○夫人は君に運用を任せてもよいと言っているが、それなりの額の保証金を要求していて…”（1970~80年代に流行）
- “日本海海戦で撃沈された帝政ロシアの軍艦から引き揚げられ、ソ連との紛糾や課税を逃れるために、鉛のインゴットだと虚偽報道された大量のプラチナ塊がある。だが、引き揚げに成功したものの国税当局に目を付けられているため、思うように換金できない。このプラチナを換金するために協力してほしいのだが、それなりの保証金を積んでくれれば、プラチナの現物を預けるので…”（1980年代に流行）
- “第二次大戦中に米国が計画していた毛沢東向け秘密援助資金として準備された大量のドル紙幣が、国共内戦の勃発で利用されないままに終わり、米国に依頼された日本政府が運用を行い、数十兆円の規模にまで膨らんでいる。これが本当のM資金で、銀行が融資できないようなハイリスク事業への貸付資金となっているが、融資を受けるには保証金が必要で…”（1990年代中頃に流行）
- 産業廃棄物から燃焼性ガスが生成できる『新発明』の処分プラント設備がある。プラント設置と廃棄物の供給は無料で行えるのだが、燃焼性ガスをエネルギー源として利用したがっていてプラント設置区画を提供してくれる国や企業を紹介してほしいのだが、それには保証金が必要で…”（1990年代後半に流行）
- 「M資金と言う名称で呼ばれる資金は実在しません。しかし、同様の資金は実在し、実際に上場企業の代表者に交付され使用されています…。この資金を管理している、あるいは出してもらえると称している人間の99.9%は偽者です。現在民間でこの資金を仲介できる人間は5人に限られています…」といった“いわゆる「M資金」とは別の○○”といったパターンも、典型的なM資金詐欺師の常套句である。

## 主なM資金詐欺事件

### 全日空大庭社長事件
1969年、元自由党代議士鈴木明良が、全日空社長大庭哲夫を訪ねた。彼は自民党の現職議員、大石武一、原田憲の紹介状と共に「大蔵省特殊資金運用委員会」という名刺を差し出した。それからM資金の所在を語った。
占領軍総司令官マッカーサーは帰国の際、大物政治家吉田茂に「M資金」を託した。吉田の死後「M資金」は日銀で眠っていたという。そして鈴木が言うには、同委員会が然るべき融資先を探した所、全日空が選ばれたというのだ。
融資額は3000億円、返済期限は30年、年利4.5%という破格の条件である。大庭は乗せられてしまい、融資申込書や念書を何通も振り出してしまった。
それら書類の一部は児玉誉士夫の手に渡り、児玉はこれをネタに翌年の株主総会で大庭を失脚させた。若狭が社長に昇進し、トライスター導入が決定されるが、この過程で児玉や田中角栄首相に巨額の賄賂が渡されたことが暴かれ、ロッキード事件へとつながっていく。

### 東急電鉄事件
1975年春、東急電鉄常務酒井幸一を名義人とする額面2兆円の融資申込書のコピーが都内の金融ブローカー筋に流れた。申込日付は同年2月18日、返済期間30年、年利4分5厘以下と明記。酒井常務の実印と印鑑証明、社印が押されていた。2ヶ月ほど経って、今度は東急副社長田中勇を名義人とする1兆円融資申込書のコピーが再び都内に出回った。条件は同様であったが、酒井は同年5月の取締役会で退任させられたのに、田中は不問にされた。
一連の融資申込書をいち早く報じた業界紙は児玉誉士夫のブラック・ジャーナリズムであったことがロッキード事件の捜査で明らかになった。コピーが持ち込まれる過程には暴力団も介在したという。当時、東急の取締役会には小佐野賢治がいた。

### 富士製鉄事件
1970年9月13日の毎日新聞は、社会面の大半を費やして、「“5000億円融資”デッチ上げ、旧富士鉄へあっせんしたと大サギ劇、専務の念書など偽造」という見出しの記事を書いた。次の段は要約である。
合併前の富士製鉄を舞台に、架空の「5000億円特別融資」話をデッチ上げ、「そのあっせん料として近く125億円のリベートがはいる」ともちかけ、一流企業の社員から2200万円をだましとるという事件があり、警視庁は一味の一人を8月下旬に逮捕するとともに、中心人物とされる山崎勇を12日全国指名手配した。彼の言い分によれば、去年1月、フリーメーソンの極東平和基金から興銀を経由、富士製鉄に5000億円の融資をあっせんした。証拠というのが、富士製鉄の藤木竹雄専務の署名・捺印入りの融資依頼書と念書、交渉経過を記した64ページの記録など。次の段は融資依頼書記載内容。念書は6通。藤木は融資申込と念書発行を否定。去年5月16日に永野社長、大蔵省の村井七郎国際金融局長、青山俊理財局長、中山素平などの興銀関係者が、融資は山崎らのあっせんでなく、興銀からの正規の融資だったことに手続きを変更、山崎にはリベートを払わないことになった。
1969年1月8日付。金額5000億円。期間10年切り替え30年。金利年3分5厘。取引銀行は日本興業銀行。依頼者は富士製鉄代表取締役・長野重雄、代行者は同専務・藤木竹雄
また、念書6通のうち2通は山崎宛。残り4通は宛名がなかった。
『正論新聞』の三田一夫は、記事による山崎逮捕前の詐欺断定を“火消し”だという。三田の見方では、実働部隊は山崎勇の他、禰宜田貞雄、野崎正良、猪島リツら。
- 三田をインタビューした高野孟は禰宜田が潜伏する名古屋の病院を訪ねた。禰宜田は高野に、富士製鉄が1969年1月8日付融資依頼書を追認する旨が明記され、永野と藤木の印が押された念書を見せたという。
- 猪島リツは、自らを会長に、また山崎を事務局長にして、世界和平連合会という組織を運営していた。[28]

## M資金を題材とした作品
- メタルギアシリーズ - 作中に登場する「賢者の遺産」の元ネタとされる。
- 人類資金 - M資金を題材とした福井晴敏による2013年の小説、および同年公開の映画。
- ゴルゴ13 - エピソード「禿鷲伝説」において「Z資金」と呼ばれる旧日本軍の隠匿資金が登場する。
- エリア88 - 終盤において「プロジェクト4」に対抗するため、主人公の財産の一部という名目で「M資金」が使用される。